# منتخب أوزبكستان لكرة القدم الشاطئية
منتخب أوزبكستان لكرة القدم الشاطئية ، هي منتخب وطني لكرة القدم في أوزبكستان ، تأهلت للمرة الأولى في البطولة الآسيوية لكرة القدم الشاطئية في قطر عام 2015م.

## مصدر
1. ↑  "2015 AFC Beach Soccer Championship, Uzbekistan- UAE, 23 March 2015". the-afc.com. 23 مارس 2015. مؤرشف من الأصل في 2018-02-08.

## وصلات خارجية
- Asian Beach Games squad